# Vajdaság Ma
A Vajdaság Ma Újvidéken szerkesztett délvidéki magyar internetes hírportál.

## Alapítása és rövid története
A Vajdaság Ma az első magyar internetes újság. Vajdaságban. 2003-ban alapította Sebestyén Imre, a jelenlegi főszerkesztő és felelős kiadó. Teljesen magánkezdeményezésből és magáneszközökből jött létre, majd a kiadója/működtetője szerény támogatásának, és alapítványi támogatásoknak köszönhetően működik. A Vajdaság Ma eddig elnyerte az Illyés Közalapítvány, a szerbiai Nyílt Társadalom Alap (Soros), a szegedi Esély a Stabilitásra Alapítvány, a Szerbiai Művelődési Minisztérium, a Vajdasági Tájékoztatási Titkárság és a Szülőföld Alap, majd a Bethlen Gábor Alap támogatását is. Az utóbbi mellett legfontosabb kiemelt támogatóként Magyarország Kormányát, valamint a Miniszterelnökség Nemzetfejlesztési Államtitkárságát tünteti fel.
2010. június 22-től anyagi okokból felfüggesztette működését, de augusztus 2-án újraindult.

## Jellemzése
2003 óta a Vajdaság Ma a délvidéki magyar sajtótér ismert szereplőjévé vált, gazdagítja és kiegészíti a vajdasági magyarság tájékoztatását. A klasszikusan, napilapos formában szerkesztett internetes újság alapfeladatán – a tájékoztatáson – túl a Vajdaságban élő magyar népcsoport szellemi erejének gyarapítására jött létre. Az évek során a leggyakrabban idézett vajdasági magyar tájékoztatási eszközzé nőtte ki magát. Anyagait nagy számban veszik át a főleg magyar nyelven tájékoztató hírközlő eszközök Magyarországon, a Kárpát-medencében, de távoli országokban is. A szerb médiumok is gyakran közlik híreit.

## Szerkesztéspolitikája
Meghirdetett szerkesztéspolitikájának alapja a pontosság, hitelesség, megbízhatóság, gyorsaság, mértéktartás. Feladatának tekinti nemzeti azonosságtudat erősítését, a magyar kisebbség értékeinek és érdekeinek védelme, nemkülönben a tolerancia erősítését, hozzá kíván járulni e nemzeti közösség megmaradásához.
Létrehozásának már az induláskor meghatározott célja, hogy a maga eszközeivel elősegítse a délvidéki magyarság minél szorosabb kapcsolattartását az anyaországgal és a Kárpát-medence többi magyar közösségével. Fontos feladatának tekinti a Vajdaságból kivándoroltak kapcsolattartását a szülőfölddel.

## Felépítése, rovatai
A portál politikai hírrovatai a Vajdaság, a Szerbia, a Magyarország, a Kárpát-medence és a Világ.
A kül- és belpolitikai rovat mellett – mint a napilapoknál általában – van külön gazdasági rovata, továbbá Kultúra és Sport. A Tükör című rovat a jórészt szerzői véleményeknek ad helyet. További állandóan frissülő rovatok: Magazin, Tudomány, Közlemények. Összesen több mint húsz folyamatosan vagy ritkábban frissülő oldala van.
Több neves vajdasági újságíró, közéleti személyiség szerkeszt vagy szerkesztett hetente frissülő rovatot. Ezek a Megkérdeztük (korábban: Heti Interjú), a Portéka, a Tűlevél, a Nyíltan, a Levelek a Rózsa utcából, vagy a korábban megjelenő Napfoltok, Heti Háttér, Hozott Anyag, Vasárnapi Jegyzet heti rovatok.
A portál hírválogatást közöl szerb és angol nyelven is.

## Olvasótábora
A Vajdaság Ma a délvidéki magyaroknak tájékoztatását szolgálja, ám olvasótábora nemcsak ebből a nemzeti közösségből kerül ki. A látogatottság adatai szerint az olvasók egyharmad része magyarországi, ennek többségét feltehetőleg az anyaországba kivándorolt vajdasági magyarok képezik, de a portál hírszolgáltatását nagy mértékben felhasználják a magyarországi média képviselői is. Nem kis mértékben látogatják a Kárpát-medencei magyar nemzeti közösségek tagjai is, nemkülönben a Nyugat-Európában vagy a tengerentúlon élő, feltehetőleg ugyancsak vajdasági származású magyarok.[forrás?]

## Külső hivatkozások
- Vajdaság Ma – délvidéki hírportál